# Eremogone aculeata
Eremogone aculeata es una especie de planta herbácea perteneciente a la familia de las cariofiláceas.

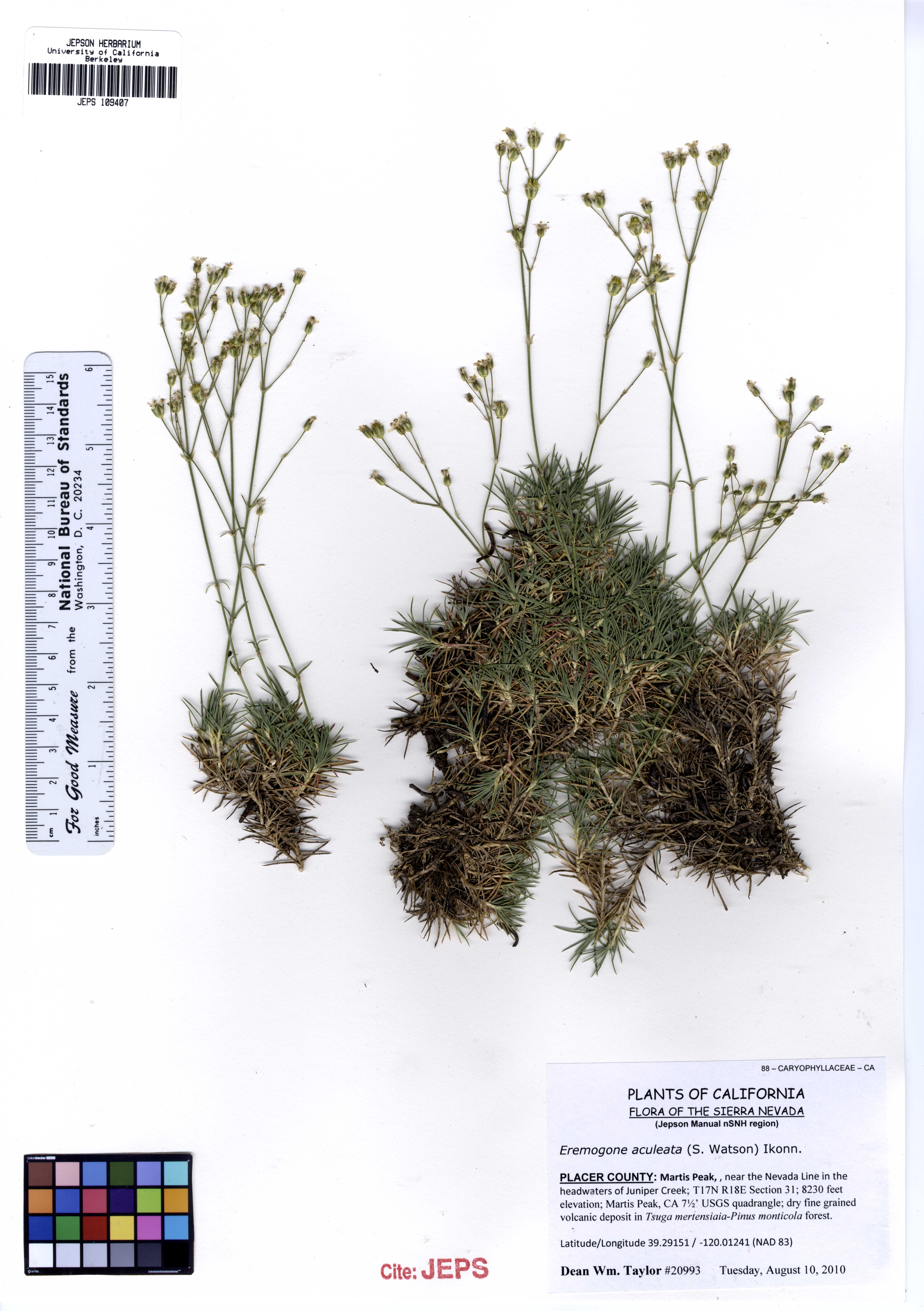
Vista de la planta

## Hábitat
Es nativa del oeste de los Estados Unidos, donde crece principalmente en zonas montañosas, en laderas rocosas y suelos volcánicos. 

## Descripción
Forma una alfombra de hierbas perennes. Las hojas son muy delgadas y puntiagudas, como agujas de hasta 3 o 4 centímetros de largo.  La inflorescencia es un conjunto de flores con cinco pétalos de color blanco en forma de lanza ovalada de 0,5 cm de largo. El fruto es una cápsula que contiene varias pequeñas semillas dentadas de color amarillento.

## Taxonomía
Eremogone aculeata fue descrito por (S.Watson) Ikonn. y publicado en Novosti Sistematiki Vysshchikh Rastenii 10: 139. 1973.
Etimología
Eremogone: nombre genérico que deriva de eremos = "solo, solitario, abandonado" y gonos = "semillas"
aculeata: epìteto latíno que significa "con espinos, con aguijones".
Sinonimia
- Arenaria congesta var. aculeata (S.Wats.) M.E.Jones
- Arenaria fendleri var. aculeata (S. Wats.) Welsh
- Arenaria pumicola var. californica Maguire
- Arenaria salmonensis Henderson
- Arenaria aculeata S.Watson<[4]